# Chants et flûtes d'Amérique du Sud
Chants et flûtes d'Amérique du Sud es un disco de estudio de Los Calchakis, grabado en 1997 con el sello francés Blue eyes. Además de temas inéditos y alguno repetido, Los Calchakis regraban La Misa Criolla tal y como hicieron en 1976 con su álbum correspondiente, aunque aquí interpretan la obra de forma diferente.

## Lista de canciones
| N.º | Título                  | Música                     | Duración |  |
| 1.  | «Noches»                | S. Ortega                  |          |  |
| 2.  | «Zampoñita»             | Sergio Arriagada           |          |  |
| 3.  | «Cafecito cortao»       | H. Miranda y A. Mª Miranda |          |  |
| 4.  | «Cullahuada»            | Rigoberto Rojas            |          |  |
| 5.  | «Junaq pacha»           | Juan Pérez de Bocanegra    |          |  |
| 6.  | «Milonga rioplatense»   | Sergio Arriagada           |          |  |
| 7.  | «Volcán Osorno +»       | folklore arr. H. Miranda   |          |  |
| 8.  | «Curaray»               | E. Capuano                 |          |  |
| 9.  | «La Misa Criolla»       | Ariel Ramírez arr. Luna    |          |  |
| 15. | «El canto del cuculi +» | Eduardo Carrasco           |          |  |
| 16. | «Blanca palomita»       | folklore arr. A. Ariel     |          |  |
| 17. | «Sonkuyay»              | folklore arr. H. Miranda   |          |  |
| 18. | «Patria adentro +»      | H. Miranda y César Isella  |          |  |
| 19. | «Valle calchakí +»      | Antonio Pantoja            |          |  |

## Integrantes
- Héctor Miranda
- Enrique Capuano
- Sergio Arriagada
- Aldo Ariel
- Alberto Rodríguez